# Dorymetaecus
Dorymetaecus és un gènere d'aranyes araneomorfes de la família dels frurolítids (Phrurolithidae). Fou descrit per primera vegada l'any 1920 per W. J. Rainbow. L'any 2014 va ser transferida als Phrurolithidae des dels Clubionidae per Ramírez.

## Dorymetaecus spinnipes
Segons el World Spider Catalog amb data de 2 gener de 2019, Dorymetaecus spinnipes és l'única espècie del gènere Dorymetaecus. Són endèmiques de l'illa de Lord Howe (Austràlia).
La closca de l'holotip femení fa 1,5 mm per 1 mm i el seu abdomen 2,1 mm per 4 mm.